# Eu, Frankenstein
Eu, Frankenstein  (titlu original: I, Frankenstein) este un film SF de acțiune fantastic australiano-american din 2014 regizat de Stuart Beattie. În rolurile principale joacă actorii Aaron Eckhart, Aden Young, Yvonne Strahovski, Bill Nighy. Este distribuit de Lionsgate. În România a avut premiera la 24 ianuarie 2014.

## Prezentare
După ce provoacă moartea creatorului său, Monstrul lui Frankenstein îl pune pe tatăl său pe domeniul familiei. În viitor, demoni apar și încearcă să-l prindă înainte de a fi distrus de doi gargui. Regina lor, Lenore, îi explică Monstrului lui Frankenstein că un război sfânt a avut loc întotdeauna între trimișii din cer și cei din lumea subterană; și că el are acum un rol de jucat în salvarea omenirii.

## Distribuție
- Aaron Eckhart ca Adam Frankenstein
- Yvonne Strahovski ca Terra Wade
- Bill Nighy ca Charles Wessex/Prince Naberius
- Miranda Otto ca Leonore
- Jai Courtney ca Gideon
- Caitlin Stasey ca Keziah
- Steve Mouzakis ca Helek
- Aden Young ca Dr. Victor Frankenstein
- Deniz Akdeniz ca Barachel
- Virginie Le Brun ca Elizabeth Frankenstein
- Kevin Grevioux ca Dekar
- Nicholas Bell ca Carl Avery
- Goran D. Kleut ca Rekem
- Chris Pang ca Levi
- Samantha Reed ca Eve
- Socratis Otto ca Zuriel
- Mahesh Jadu ca Ophir
- Diezel Ramos

## Recenzii
Eu, Frankenstein a avut parte de recenzii majoritar negative din partea criticilor. Pe Rotten Tomatoes, un site web de stocare a recenziilor, filmul deține un procent de 4% și o notă medie de 3.2 din 10, bazate pe recenziile a 71 de critici. Părerea generală publicată pe site este „De prost gust, incoerent și total lipsit de dramatism, Eu, Frankenstein este un film de aventură fantastic plictisitor, care nu reușește să genereze multă emoție sau interes pentru personajele sale.” Un alt site, Metacritic, calculează pentru film nota 30 din maximul 100, conform articolelor a 20 de critici, indicând „recenzii majoritar nefavorabile”. Sondajele făcute de CinemaScore indică un calificativ mediu „B” dat de audiență, pe o scară de la A+ la F.